# UnitedHealthcare Pro Cycling Team
UnitedHealthcare Pro Cycling Team (UCI kode: UHC) var et professionelt cykelhold i landevejscykling, der blev drevet af Momentum Sports Group og havde sin base i USA. Holdets hovedsponsor var UnitedHealth Group.

## Holdet

### 2018
| Trup 2018                                | Trup 2018         | Trup 2018                                    | Trup 2018 |
| Rytter                                   | Fødselsdag        | Seneste hold                                 |           |
| ---------------------------------------- | ----------------- | -------------------------------------------- | --------- |
| Janier Acevedo                           | 6. december 1985  | Jamis (2016)                                 |           |
| Carlos Alzate                            | 23. marts 1983    | Team Exergy (2012)                           |           |
| Alexander Cataford                       | 1. september 1993 | Silber Pro Cycling (2016)                    |           |
| Jonathan Clarke                          | 18. december 1984 | Jelly Belly (2009)                           |           |
| Daniel Eaton                             | 4. juli 1993      | Axeon (2015)                                 |           |
| Lucas Sebastián Haedo                    | 18. april 1983    | Jamis (2016)                                 |           |
| Adrian Hegyvary                          | 5. januar 1984    |                                              |           |
| Daniel Jaramillo                         | 15. januar 1991   | Jamis-Hagens Berman (2015)                   |           |
| Luke Keough                              | 10. august 1991   | SmartStop-Mountain Khakis (2012)             |           |
| Gavin Mannion                            | 24. august 1991   | Drapac Professional Cycling (2016)           |           |
| Eric Marcotte                            | 8. februar 1980   | Cylance (2017)                               |           |
| Travis McCabe                            | 12. maj 1989      | Holowesko-Citadel-Hincapie Sportswear (2016) |           |
| Lachlan Norris                           | 21. januar 1987   | Drapac Professional Cycling (2016)           |           |
| Tanner Putt                              | 21. april 1992    | Bissell Development (2014)                   |           |
| Serghei Țvetcov                          | 29. december 1988 | Jelly Belly-Maxxis (2017)                    |           |
| Hugo Velázquez                           | 16. juli 1992     |                                              |           |
|                                          |                   |                                              |           |
| Kilder: ProCyclingStats Cycling Quotient |                   |                                              |           |

### 2017
| Trup 2017                                | Trup 2017          | Trup 2017                                    | Trup 2017 |
| Rytter                                   | Fødselsdag         | Seneste hold                                 |           |
| ---------------------------------------- | ------------------ | -------------------------------------------- | --------- |
| Janier Acevedo                           | 6. december 1985   | Jamis (2016)                                 |           |
| Carlos Alzate                            | 23. marts 1983     | Team Exergy (2012)                           |           |
| Alexander Cataford                       | 1. september 1993  | Silber Pro Cycling (2016)                    |           |
| Jonathan Clarke                          | 18. december 1984  | Jelly Belly (2009)                           |           |
| Daniel Eaton                             | 4. juli 1993       | Axeon (2015)                                 |           |
| Lucas Sebastián Haedo                    | 18. april 1983     | Jamis (2016)                                 |           |
| Adrian Hegyvary                          | 5. januar 1984     |                                              |           |
| Greg Henderson (1. jan.–13. aug.)        | 10. september 1976 | Lotto-Soudal (2016)                          |           |
| Daniel Jaramillo                         | 15. januar 1991    | Jamis-Hagens Berman (2015)                   |           |
| Christopher Jones                        | 6. august 1979     | Team Type 1 (2010)                           |           |
| Luke Keough                              | 10. august 1991    | SmartStop-Mountain Khakis (2012)             |           |
| Gavin Mannion                            | 24. august 1991    | Drapac Professional Cycling (2016)           |           |
| Travis McCabe                            | 12. maj 1989       | Holowesko-Citadel-Hincapie Sportswear (2016) |           |
| Lachlan Norris                           | 21. januar 1987    | Drapac Professional Cycling (2016)           |           |
| Tanner Putt                              | 21. april 1992     | Bissell Development (2014)                   |           |
| Daniel Summerhill (1. jan.–31. maj)      | 28. januar 1989    | Chipotle-First Solar Development (2012)      |           |
|                                          |                    |                                              |           |
| Kilder: ProCyclingStats Cycling Quotient |                    |                                              |           |